# Dala Zoulgo
Dala Zoulgo (ou Tala Zoulgo) est une localité du Cameroun située dans le département du Mayo-Sava et la Région de l'Extrême-Nord, à proximité de la frontière avec le Nigeria. Elle fait partie de l'arrondissement de Tokombéré et du canton de Serawa.  

## Population
En 1966-1967 la localité comptait 542 habitants, principalement des Zoulgo
Lors du recensement de 2005, 3 145 personnes y ont été dénombrées. 

## Difficultés majeures
La carence en eau potable se pose avec acuité malgré les incessantes demandes auprès des autorités compétentes.
En matière de santé médicale, il n'en existe pas. Les populations peinent et se débrouillent pour leur soin.
Il n'existe pas tout aussi de routes fiables pour pouvoir faire transiter les produits et denrées alimentaires.